# Rick Engelkes
 (octobre 2018).
Si vous disposez d'ouvrages ou d'articles de référence ou si vous connaissez des sites web de qualité traitant du thème abordé ici, merci de compléter l'article en donnant les références utiles à sa vérifiabilité et en les liant à la section « Notes et références ».
Rick Engelkes, né le 11 octobre 1959 à Amsterdam, est un acteur et producteur néerlandais.

## Filmographie
- 1998 : When the Light Comes de Stijn Coninx[2]
- 1999 : Lef de Ron Termaat : Luc[3]
- 1999 : Un gamin (Kruimeltje) de Maria Peters : Harry Volker
- 1999 : Little Crumb de Maria Peters : Harry Volker
- 2003 : Peter Bell II: The Hunt for the Czar Crown de Maria Peters[4]
- 2011 : Shadow & moi de Steven de Jong[5]
- 2013 : Loving Ibiza de Johan Nijenhuis[6]
- 2017 : Huisvrouwen bestaan niet de Aniëlle Webster[7]

### Séries télévisées
- 1998 Goede tijden, slechte tijden : Simon Dekker
- 1999-2000 : Blauw Blauw[8]
- 2009 : DOL[9]